# Toca (jogador de futsal)
Carlos Octávio Coutinho dos Santos (nascido em 15 de maio de 1964), mais conhecido como Toca, é um ex-jogador brasileiro de futsal, que atuava na posição de pivô. Toca fez parte da Seleção Brasileira de Futsal que conquistou o primeiro título mundial em 1989.